# Гиллхаус, Ханс
Йоханнес Паулюс (Ханс) Гиллхаус (нидерл. Johannes Paulus "Hans" Gillhaus; род. 5 ноября 1963, Хелмонд, Северный Брабант) — нидерландский футболист, завершивший игровую карьеру. Играл на позиции нападающего.
За свою 16-летнюю профессиональную карьеру в чемпионате Нидерландов провел 348 игр и забил 146 мячей, также играл за рубежом в чемпионах Шотландии, Японии и Финляндии. Гиллхаус сыграл на чемпионате мира 1990 за сборную Нидерландов.

## Клубная карьера
Родился в Хелмонде, Гиллхаус начал свою футбольную карьеру в клубе «Ден Бос». В своём дебютном сезоне за клуб провёл 12 матчей, отличившись три раза. Всего за клуб провёл 3 сезона. В 1987 летом, «Милан» купил Рууда Гуллита у ПСВ за 6 000 000£, стоимость трансфера побила мировой рекорд, эти деньги руководство ПСВ использовало в приобретении Гиллхауса, Вим Кифта и Сёрена Лербю. В своём первом сезоне Гиллхаус провёл 26 игр, забив 15 мячей, в том же сезоне ПСВ стал обладателем Кубка европейских чемпионов, победив в финале «Бенфику».

## Международная карьера
Гиллхаус дебютировал в сборной Нидерландов 28 октября 1987 года, в отборочном матче к Евро-1988 против Кипра в Роттердаме (8-0 победа Нидерландов). В том же отборочном цикле, 16 декабря, он забил два гола за сборную против Греции на выезде (3-0 победа Нидерландов). Несмотря на это он не участвовал в финальной стадии Евро—1988, в котором победителем стала сборная Нидерландов победив советскую сборную.
Гиллхаус попал в заявку сборной на чемпионат мира 1990 года в Италии, где сыграл три игры.

## Статистика

### Матчи Гиллхауса за сборную Нидерландов
| Матчи Гиллхауса за сборную Нидерландов | Матчи Гиллхауса за сборную Нидерландов | Матчи Гиллхауса за сборную Нидерландов | Матчи Гиллхауса за сборную Нидерландов | Матчи Гиллхауса за сборную Нидерландов | Матчи Гиллхауса за сборную Нидерландов |
| -------------------------------------- | -------------------------------------- | -------------------------------------- | -------------------------------------- | -------------------------------------- | -------------------------------------- |
| №                                      | Дата                                   | Соперник                               | Счёт                                   | Голы Гиллхауса                         | Соревнование                           |
| —                                      | 28 октября 1987                        | Кипр                                   | 8:0 (аннулирован)                      | —                                      | Чемпионат Европы 1988 (отбор)          |
| 1                                      | 16 декабря 1987                        | Греция                                 | 3:0                                    | 2                                      | Чемпионат Европы 1988 (отбор)          |
| 2                                      | 16 июня 1990                           | Англия                                 | 0:0                                    | —                                      | Чемпионат мира 1990                    |
| 3                                      | 21 июня 1990                           | Ирландия                               | 1:1                                    | —                                      | Чемпионат мира 1990                    |
| 4                                      | 24 июня 1990                           | ФРГ                                    | 1:2                                    | —                                      | Чемпионат мира 1990                    |
| 5                                      | 26 сентября 1990                       | Италия                                 | 0:1                                    | —                                      | Товарищеский матч                      |
| 6                                      | 17 октября 1990                        | Португалия                             | 0:1                                    | —                                      | Чемпионат Европы 1992 (отбор)          |
| 7                                      | 19 января 1994                         | Тунис                                  | 2:2                                    | —                                      | Товарищеский матч                      |
| 8                                      | 23 марта 1994                          | Шотландия                              | 1:0                                    | —                                      | Товарищеский матч                      |

Итого (без учёта аннуллированных матчей): 8 матчей / 2 гола; 2 победы, 3 ничьи, 3 поражения.

## Достижения
ПСВ
- Чемпион Нидерландов (2): 1987/88, 1988/89
- Обладатель Кубка Нидерландов (2): 1987/88, 1988/89
- Обладатель Кубка европейских чемпионов: 1987/88